# Socha svatého Václava (Smidary)
Pozdně barokní pískovcová socha svatého Václava z roku 1770 od neznámého autora se nalézá u silnice na Chotělice před vjezdem do někdejšího vodního mlýna Medříč, stojícího o samotě za městečkem Smidary v okrese Hradec Králové. Socha je od 24. 3. 2006 chráněna jako nemovitá kulturní památka ČR.

## Popis
Pískovcová socha svatého Václava je umístěna ve čtvercovém pískovcovém ohrazení, do kterého je upevněna ozdobná litinová mříž s brankou vpředu.
Socha se skládá z hranolového, shora profilovaného soklu, na kterém stojí pilíř, který se v dolní části tumbovitě rozšiřuje a shora je zakončen uprostřed mělce prohnutou římsou s ozdobnou kartuší v prohnutí. Nad kartuší je zasazen kovový svícen.
Na čelní straně pilíře je v rytém vykrajovaném rámci umístěn nápis černým písmem HonorI / S.WenCesLaI / DVCIs regnI / BoheMIe / PatronI. / F.F.W.K. Pod rámcem je vyryto vročení 1770. Na levém boku pilíře se nachází reliéf znázorňující svatého Jiřího zabíjejícího draka. Na pravém boku pilíře je obdobný reliéf, znázorňující svatého Floriána, hasícího vědrem hořící dům.
Samotná socha sv. Václava v životní velikosti stojí na vlastním tvarovaném čtyřbokém soklu. Stojící světec je oděný v typickém knížecím oděvu s korunou na hlavě, pravou rukou se opírá o štít s jemně vypracovaným reliéfem orlice a levou rukou objímá žerď praporce.
Socha svatého Václava byla v roce 2013 restaurována.

## Galerie

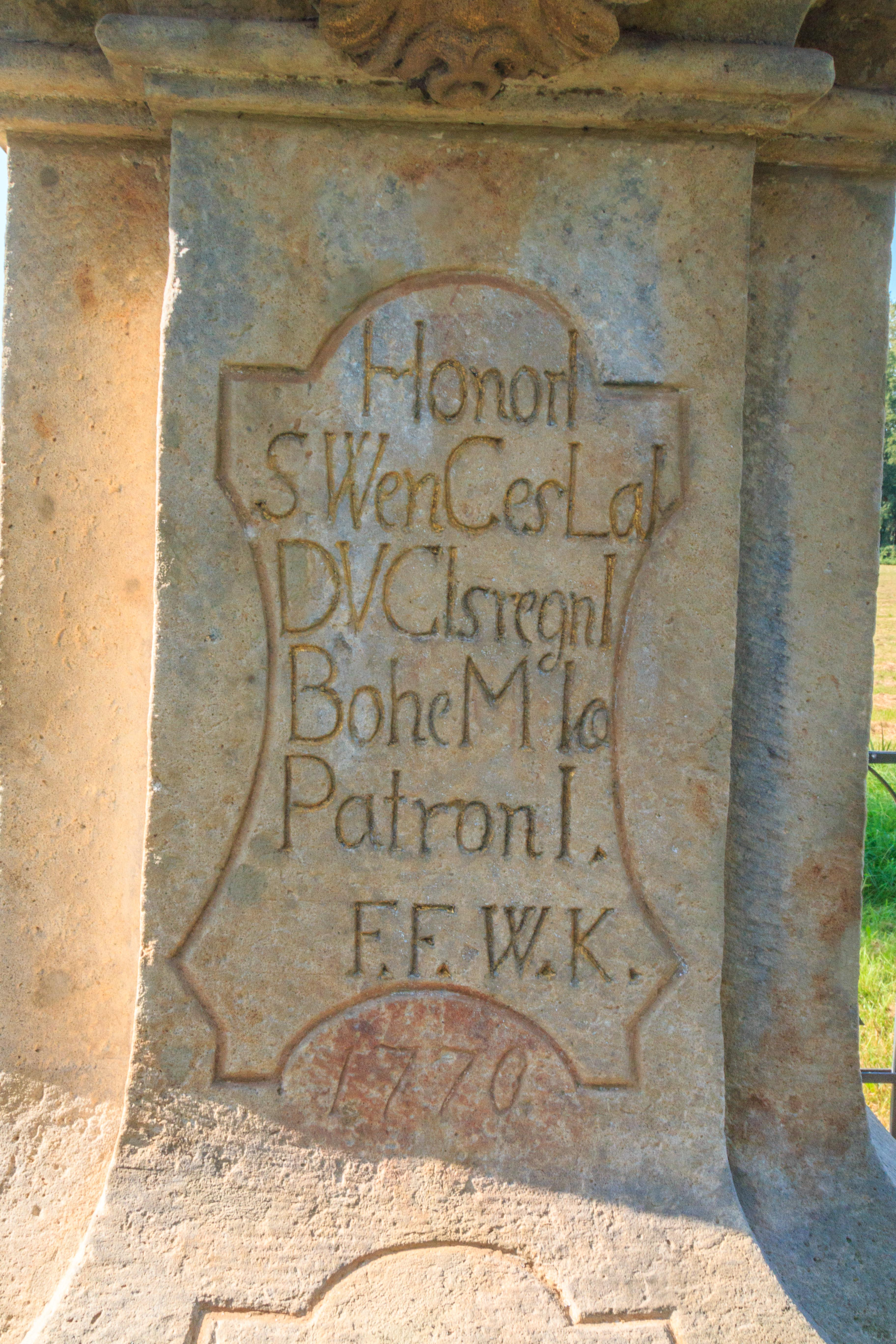
nápis na čelní straně pilíře
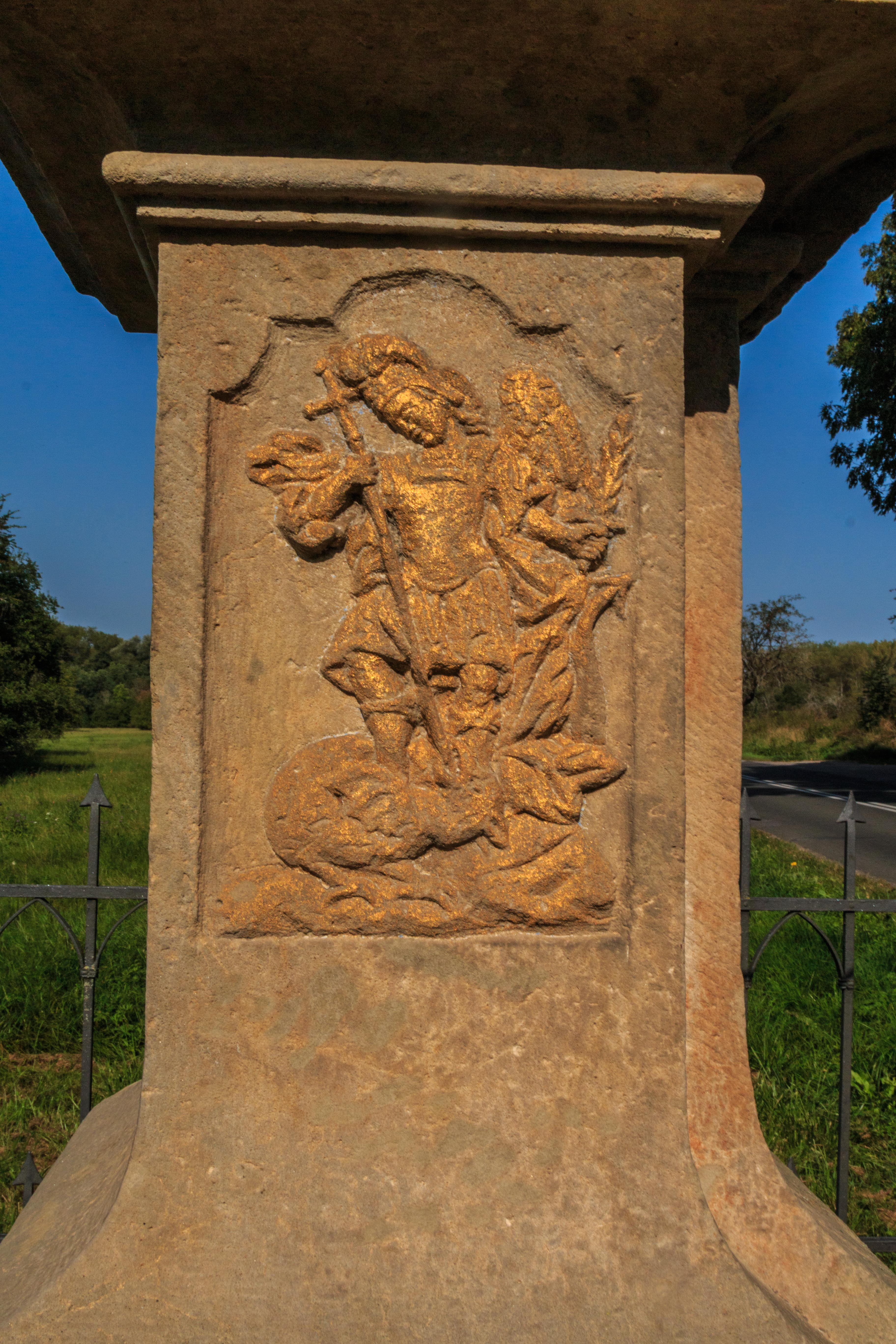
relíéf svatého Jiří
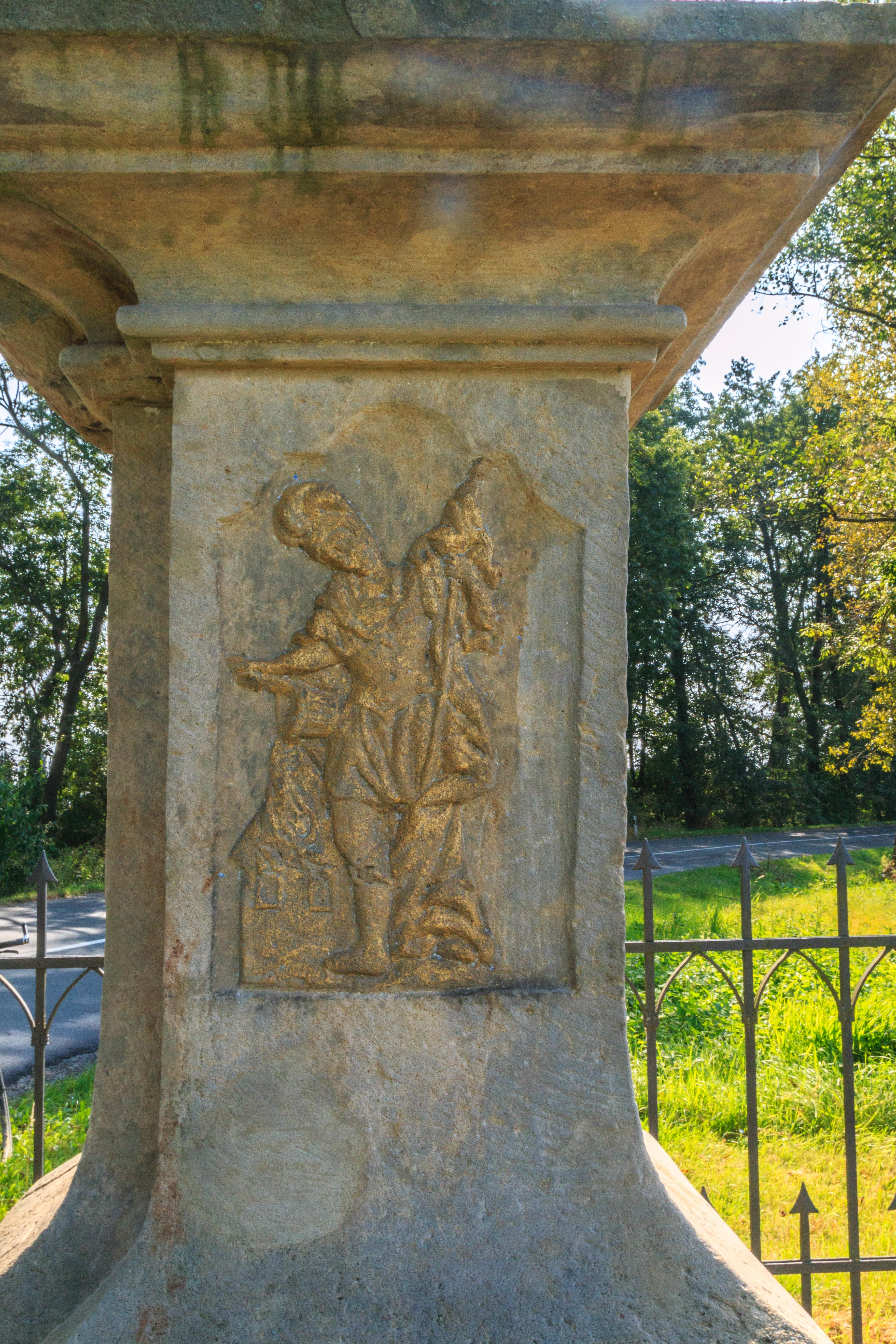
reliéf svatého Floriana